# Matteo Marrai
Matteo Marrai (* 17. November 1986 in Pisa) ist ein ehemaliger italienischer Tennisspieler.

## Karriere
Marrai spielte zwischen 2002 und 2004 auf der ITF Junior Tour. In der Junioren-Rangliste erreichte er mit Platz 133 seine höchste Notierung.
Bei den Profis spielte Marrai ab 2005 regelmäßig und zunächst hauptsächlich auf der drittklassigen ITF Future Tour. Im Einzel zog er das erste Mal in ein Halbfinale ein, im Doppel gewann er seinen ersten Titel, wodurch er es jeweils unter die Top 1000 der Weltrangliste schaffte. Die Hälfte des Jahres 2006 verpasste er, sodass er sich erst 2007 weiter verbesserte. Drei Endspiele erreichte er im Einzel, fünf weitere Titel gewann er im Doppel. In der Weltrangliste kam er dadurch in beiden Wertungen nah an die Top 500 heran.
2008 gelang Marrai das bis dato erfolgreichste Jahr im Einzel. Sechsmal schaffte er es in ein Future-Finale, viermal gewann er dann auch den Titel. Mit einem Platz in den Top 300 war er häufiger bei Turnieren der ATP Challenger Tour spielberechtigt, schaffte dort aber keinen Durchbruch und überstand zunächst nie die zweite Runde. Das Jahr schloss Marrai auf Platz 288 im Einzel und Rang 368 im Doppel ab. Bei den Mittelmeerspielen 2009 gewann Marrai mit Gianluca Naso die Goldmedaille im Herrendoppel.
In den folgenden Jahren trat er in der Rangliste auf der Stelle. Bei Futures erzielte er konstant gute Resultat, bis 2014 gewann er zehn Einzel- und elf Doppeltitel, bei Challengers kam er aber selten über die ersten Runden hinaus. Die einzige Ausnahme stellte 2011 das Turnier in Aguascalientes dar, wo Marrai das einzige Mal das Halbfinale erreichen konnte. Zwei weitere Male stand er im Viertelfinale. Der größte Sieg für Marrai gemessen an der Position seines Gegners für Marrai erfolgte 2011 in Bogotá, wo er Paul Capdeville, die Nummer 108 der Welt, schlug. Anfang 2012 stieg Marrai mit Platz 263 auf sein Karrierehoch. Im Doppel erklomm er dieses schon im Jahr 2009 mit Rang 344. Den einzigen Auftritt auf der am höchsten dotierten ATP Tour hatte Marrai 2008 in Barcelona, nachdem er sich dort erfolgreich qualifiziert hatte, aber in der ersten Runde Alberto Martín unterlag. 2014 beendete Marrai seine Karriere.